# Alain Romans

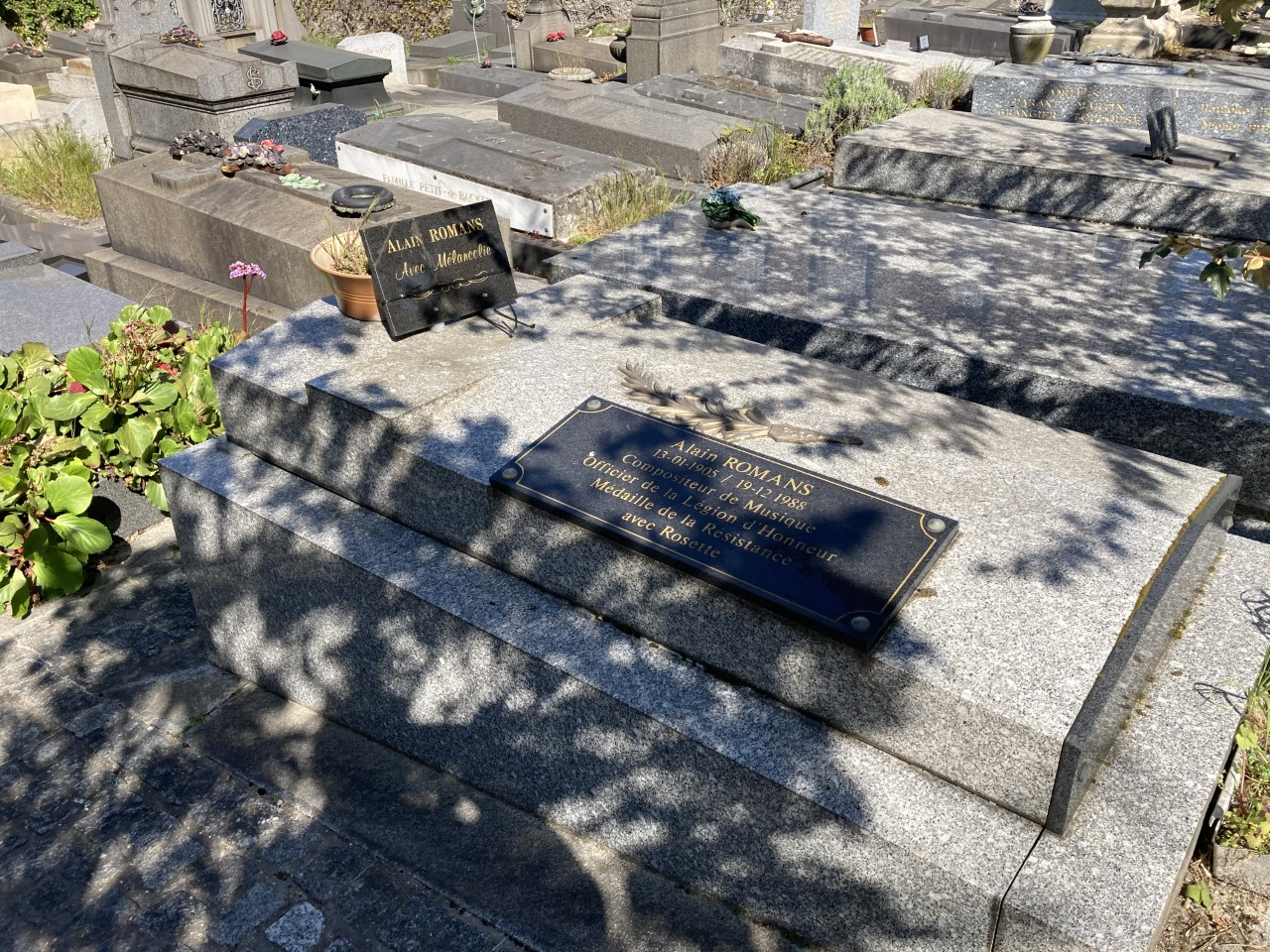
Grab von Alain Romans

Alain Romans (* 13. Januar 1905 in Częstochowa; † 19. Dezember 1988 in Paris) war ein aus Polen stammender, französischer Jazz-Pianist, Komponist, Arrangeur und Bandleader.
Alain Romans lernte zunächst Violine und studierte in Leipzig, Berlin und Paris; zu seinen Lehrern gehörte u. a. Vincent d’Indy. Nach seinen Studien wandte er sich dem Jazz zu,  wirkte Anfang der 1930er Jahre in Paris bei der Gründung des Hot Club de France mit und arbeitete mit Josephine Baker und Django Reinhardt. 
1930 begann er seine Karriere als Ragtime-Pianist im Cabaret Oceanic; 1931/32 arbeitete er mit André Ekyan, Stéphane Grappelli, Django Reinhardt und Alix Combelle im Croix du Sud. 1935 entstanden Aufnahmen unter eigenem Namen für Pathé mit Arthur Briggs, Reinhardt und Michel Warlop. In den 1930er Jahren spielte er auch mit Frank „Big Boy“ Goudie; ab 1935 arbeitete er mit einem eigenen Orchester. 1938 trat er mit Django Reinhardt, dem Violinisten Bela Rex und dem Schlagzeuger Bert Marshall im Princes auf. In den 1940er und 1950er Jahren arbeitete er weiter mit eigenen Ensembles, u. a. mit Engagements im Bœuf sur le toit. 1954 stellte er seine Band Alain Romans et ses Rythmes vor, die bis Anfang der 1960er Jahre bestand. 
Neben seiner Tätigkeit als Bandleader schrieb Romans Musik für zwölf Filme; am bekanntesten seine Filmmusik für Jacques Tatis Die Ferien des Monsieur Hulot von 1953 mit dem Lied „Quel Temps Fait-Il A Paris?“, sowie für den Tati-Film Mein Onkel (1958). Sein erster Beitrag zu einem Film schrieb er bereits 1934 für den Film Zouzou von Marc Allégret. Im Jahr 1959 wirkte er als Filmkomponist an dem Film Y’en a marre von Ivan Govar mit; 1960 schrieb er die Musik zu Un couple von Jean-Pierre Mocky.

## Diskographische Hinweise
- Les Vacances de Monsieur Hulot (Auszüge), auf: Extraits des Bandes Originales des Films de Jacques Tati. Philips / Polygram o. J., Tonträger-Nr. 836 983-2

## Filmografie (Auswahl)
- 1934: Zouzou
- 1948: Die Abtrünnige (La renégate)
- 1952: Alles war Sünde (Les amants maudits)
- 1953: Die Ferien des Monsieur Hulot (Les vacances de Monsieur Hulot)
- 1957: Die kleinen Robinsons (Robinson)
- 1958: Mein Onkel (Mon oncle)
- 1959: Mörder bitten zum Tanz (Y'en a marre)
- 1960: Ehe französisch (Un couple)